# Kobbevågsholmen
Kobbevågsholmen est une île norvégienne dans le comté de Hordaland. Elle appartient administrativement à Hjellestad.

## Géographie
Rocheuse et couverte d'arbres, à fleur d'eau, elle s'étend sur environ 180 m de longueur pour une largeur approximative de 99 m. 